# Gargariscus prionocephalus
Gargariscus prionocephalus is een  straalvinnige vissensoort uit de familie van pantserponen (Peristediidae). De wetenschappelijke naam van de soort is voor het eerst geldig gepubliceerd in 1869 door Duméril.